# Harald Auffarth
Harald Auffarth (ur. 1896, zm. 12 listopada 1946 w Eschenbach) – as lotnictwa niemieckiego Luftstreitkräfte z 129 potwierdzonymi zwycięstwami w I wojnie światowej.

## Życiorys
Harald Auffarth służbę w wojsku rozpoczął w jednostkach piechoty. Po odznaczeniu Żelaznym Krzyżem oraz leczeniu spowodowanym odniesionymi ranami został przeniesiony jako obserwator do jednostek rozpoznawczych oraz wspomagających artylerię. Odpowiednio najpierw do FA 27, a następnie do  FA(A) 266. Po przejściu szkolenia z pilotażu samolotów jednomiejscowych we wrześniu 1917 roku Auffarth został przydzielony do dowodzonej przez Rudolpha Bertholda Jagdstaffel 18. Po odniesieniu w ciągu dwóch tygodni pięciu potwierdzonych zwycięstw powietrznych (pierwsze 16 września w okolicach Vierkavenhoek) został przeniesiony na stanowisko tymczasowego dowódcy Jagdstaffel 29. 11 listopada 1917 roku został zatwierdzony na stanowisku dowódcy jednostki. W Jasta 29 pierwsze zwycięstwo odniósł 13 listopada 1917 roku. 28 maja 1918 roku został ponownie ranny w głowę, do czynnej służby powrócił 21 lipca, a już 25 lipca odniósł swoje 15 zwycięstwo powietrzne, w okolicach Loos zestrzelił S.E.5a.
28 września 1918 roku Harald Auffarth został mianowany dowódcą Jagdgruppe 3. 14 października 1918 roku odniósł potrójne zwycięstwo powietrzne, podobnie 30 października zestrzelił 3 samoloty wroga.
Do końca I wojny światowej odniósł łącznie ponad 30 zwycięstw powietrznych, z których 29 zostało oficjalnie potwierdzonych oraz zaliczonych Auffarthowi. Po odniesieniu 20 zwycięstw był nominowany do Pour le Mérite, niestety w momencie przesłania przez dowództwo lotnictwa do sztabu armii wniosku o jego odznaczenie zmienione zostały warunki przyznawania PM. Był odznaczony Srebrną Odznaką za Rany.
W okresie międzywojennym (1924–1929) prowadził Fliegerschule Auffarth w Münster, była to jedna z kilku nieoficjalnych szkół lotnictwa niemieckiego zabronionych traktatem wersalskim. Szkoła została zamknięta tuż przed rozpoczęciem szkolenia pilotów niemieckich w Związku Radzieckim.
W czasie II wojny światowej Harald Auffarth służył w Luftwaffe. W 1943 roku stacjonował w Eschenbach w stopniu Oberstleutnant (podpułkownik). Zmarł 12 października 1946 roku.